# 준계약
준계약(準契約, quasi-contract)은 계약은 아니나 법적으로 계약과 같은 효력을 내포하고 있는 것을 말한다. 법적 묵시적 계약, 사실적 계약관계 또는 유사계약이라고 부른다. 그러나, 묵시적 계약은 보통 사실상 묵시적 계약을 말한다. 준계약은 일방 당사자가 타방 당사자에게 자신이 타방으로부터 얻은 부당이득을 반환하는 의무를 부담하는 계약을 말한다. 사실상 묵시적 계약과는 달리 당사자간의 ‘계약’이 성립되는 것이 아니라, 일방으로 하여금 타방에 대하여 부당이득을 반환하도록 하는 의무를 부과하는 것에 불과하다.

## 사례
예컨대, 의사 A가 교통사고를 당하여 의식불명인 자 B를 치료하여 준 경우 A와 B사이에는 아무런 계약도 성립되지 아니하였지만 B는 A 에게 치료비를 지불할 의무를 부담한다. 또한, 계약이 유효하게 성립되지 아니한 경우에도 채무자가 유효하게 성립된 것으로 오인하여 채무를 이행한 경우에도 채권자는 자신이 받은 부당이득을 채무자에게 반환할 의무를 부담한다.

## 성립요건
준계약이 성립하기 위하여는 (i) A가 B의 이익을 위하여 금전을 지출하거나 서비스를 제공하였을 것, (ii) A는 B로부터 보상을 받을 수 있을 것이라는 예상하에 상기 행동을 취하였을 것, (iii) A는 상기 행동을 B에게 자발적으로 제의하거나 중개하지 아니하였을 것, (ⅳ) B가 A에게 보상을 하여 주지 아니하는 경우 B는 A의 희생 아래 자신의 부당이득을 누리는 결과를 가져 올 것 등의 요건을 충족하여야 한다.

## 같이 보기
- 사실상 묵시적 계약
- 명시적 계약